# Provinz Gorizia
Die italienische Provinz Gorizia (deutsch Görz, slowenisch Gorica, furlanisch Gurize) war bis zum 30. September 2017 eine Provinz in der Region Friaul-Julisch Venetien und hatte 139.439 Einwohner (Stand 31. Dezember 2017) auf 466 km². Die Hauptstadt der Provinz war Gorizia. 
Wie im Falle der übrigen drei Provinzen von Friaul-Julisch Venetien (Pordenone, Triest und Udine), die als selbständige Institutionen ebenfalls abgeschafft wurden, besteht auch diese ehemalige Provinz als Verwaltungssprengel dezentraler regionaler und staatlicher Verwaltungen bzw. als statistisches Gebiet fort. Auf dem Gebiet der früheren Provinz erstreckt sich seit dem 1. Juli 2020 die Körperschaft regionaler Dezentralisierung Gorizia (Ente di Decentramento Regionale di Gorizia, kurz EDR Gorizia).
Die Provinz hatte einen großen Anteil an ethnischen Slowenen, daher war Slowenisch zusätzliche Amtssprache. Zur Provinz gehörte auch das Seebad Grado, das im Frühmittelalter Sitz eines Patriarchen war.

## Geografie
Die ehemalige Provinz liegt teilweise in der Venezianischen Tiefebene und teilweise im Karst.
In der ehemaligen Provinz gibt es den bekannten DOC-Wein Collio. Die bekannteste Gemeinde in dem Weinanbaugebiet ist Cormòns. Der Isonzo tritt bei Gorizia in das Gebiet der ehemaligen Provinz ein und durchfließt es bis zu seiner Mündung in den Golf von Triest südlich von Monfalcone. Der Rest der ehemaligen Provinz ist flach.

## Gemeinden
Zur Provinz Gorizia gehörten folgende 25 Gemeinden:
- Capriva del Friuli
- Cormòns
- Doberdò del Lago
- Dolegna del Collio
- Farra d’Isonzo
- Fogliano Redipuglia
- Gorizia
- Gradisca d’Isonzo
- Grado
- Mariano del Friuli
- Medea
- Monfalcone
- Moraro
- Mossa
- Romans d’Isonzo
- Ronchi dei Legionari
- Sagrado
- San Canzian d’Isonzo
- San Floriano del Collio
- San Lorenzo Isontino
- San Pier d’Isonzo
- Savogna d’Isonzo
- Staranzano
- Turriaco
- Villesse

Die größten Gemeinden (Stand: 31. Dezember 2013) waren
| Gemeinde             | Einwohner |
| -------------------- | --------- |
| Gorizia              | 35.349    |
| Monfalcone           | 27.843    |
| Ronchi dei Legionari | 11.980    |
| Grado                | 8.455     |
| Cormòns              | 7.520     |
| Staranzano           | 7.257     |
| Gradisca d’Isonzo    | 6.527     |
| San Canzian d’Isonzo | 6.259     |
| Romans d’Isonzo      | 3.677     |